# Canton de Gex
Pour les articles homonymes, voir Gex (homonymie).
Le canton de Gex est une circonscription électorale française située dans le département de l'Ain en région Auvergne-Rhône-Alpes.
À la suite du redécoupage cantonal de 2014, les limites territoriales du canton sont remaniées. Le nombre de communes du canton passe de 11 à 7.

## Géographie
Ce canton est organisé autour de Gex dans l'arrondissement de Gex. Son altitude varie de 457 m (Chevry) à 1 720 m (Lélex) pour une altitude moyenne de 643 m.

## Histoire
Le canton de Gex a été créé en 1790.
Un nouveau découpage territorial de l'Ain (département) entre en vigueur à l'occasion des élections départementales de mars 2015, défini par le décret du 13 février 2014, en application des lois du 17 mai 2013 (loi organique 2013-402 et loi 2013-403). Les conseillers départementaux sont, à compter de ces élections, élus au scrutin majoritaire binominal mixte. Les électeurs de chaque canton élisent au Conseil départemental, nouvelle appellation du Conseil général, deux membres de sexe différent, qui se présentent en binôme de candidats. Les conseillers départementaux sont élus pour six ans au scrutin binominal majoritaire à deux tours, l'accès au second tour nécessitant 12,5 % des inscrits au premier tour. En outre la totalité des conseillers départementaux est renouvelée. Ce nouveau mode de scrutin nécessite un redécoupage des cantons dont le nombre est divisé par deux avec arrondi à l'unité impaire supérieure si ce nombre n'est pas entier impair, assorti de conditions de seuils minimaux. Dans l'Ain, le nombre de cantons passe ainsi de 43 à 23. Le nombre de communes du canton de Gex passe de 11 à 7.
Le nouveau canton de Gex est formé de communes des anciens cantons de Gex (5 communes) et de Ferney-Voltaire (2 communes). Il est ainsi amputé des communes de Chevry, Crozet, Échenevex, Lélex, Mijoux, et Segny, rattachées au nouveau canton de Thoiry, et gagne les communes de Sauverny et  Versonnex, issues de l'ancien canton de Ferney-Voltaire.
Le canton est entièrement inclus dans l'arrondissement de Gex. Le bureau centralisateur est situé à Gex.

## Représentation

### Conseillers départementaux depuis 2015
| Période élective | Période élective | Mandat | Mandat   | Identité                            | Nuance | Nuance | Qualité |
| ---------------- | ---------------- | ------ | -------- | ----------------------------------- | ------ | ------ | --- |
| 2015             | 2021             | 2015   | 2021     | Véronique Baude                     |        | LR     | 1re adjointe au maire de Divonne-les-Bains Vice-présidente déléguée au tourisme, au patrimoine naturel, à l'environnement et au développement durable |
| 2015             | 2021             | 2015   | 2021     | Gérard Paoli                        |        | UDI    | Ancien maire de Gex Vice-président délégué à l'économie, aux affaires transfrontalières européennes et internationales                                |
| 2021             | 2028             | 2021   | en cours | Véronique Baude                     |        | LR     | Conseillère sortante Vice-présidente déléguée à la jeunesse, aux collèges, à l'éducation et à l'enseignement supérieur                                |
| 2021             | 2028             | 2021   | 2024     | Gérard Paoli (Décédé le 17/11/2024) |        | UDI    | Conseiller sortant Vice-président délégué à l'économie, au pacte PME, aux affaires transfrontalières et européennes                                   |
| 2021             | 2028             | 2024   | en cours | Pierre Ginot (Remplaçant)           |        |        | Chef d'entreprise |

#### Élections de mars 2015
À l'issue du premier tour des élections départementales de 2015, deux binômes sont en ballottage : Véronique Baude et Gérard Paoli (Union de la Droite, 50,74 %) et Claire De Mauduit et Florian Feller (FN, 19,21 %). Le taux de participation est de 37,98 % (6 327 votants sur 16 657 inscrits) contre 48,99 % au niveau départemental et 50,17 % au niveau national.
À l'issue du second tour, le binôme constitué par Véronique Baude et Michel Gérard Paoli (Union de la Droite) est élu avec 4 675 voix représentant 79,17 % des suffrages exprimés contre 1 230 voix représentant 20,83 % des suffrages exprimés pour le binôme constitué par Claire de Mauduit et Florian Feller (Front National). Le taux de participation est de 38,13 % (6 352 votants sur 16 657 inscrits) contre 49,67 % au niveau départemental.

#### Élections de juin 2021
Le premier tour des élections départementales de 2021 est marqué par un très faible taux de participation (33,26 % au niveau national). Dans le canton de Gex, ce taux de participation est de 25,95 % (4 660 votants sur 17 957 inscrits) contre 31,48 % au niveau départemental. À l'issue de ce premier tour, deux binômes sont en ballottage : Véronique Baude et Gérard Paoli (Union au centre et à droite, 54,07 %) et François Baillon et Céline Carle Faye (Union à gauche avec des écologistes, 34,28 %).
Le second tour des élections est marqué une nouvelle fois par une abstention massive équivalente au premier tour. Les taux de participation sont de 34,3 % au niveau national, 31,83 % dans le département et 26,48 % dans le canton de Gex. Véronique Baude et Gérard Paoli (Union au centre et à droite) sont élus avec 62,87 % des suffrages exprimés (2 901 voix pour 4 756 votants et 17 959 inscrits),.

### Période antérieure à 2015

#### Conseillers généraux de 1833 à 2015
| Période | Période      | Identité                        | Étiquette            | Qualité |
| ------- | ------------ | ------------------------------- | -------------------- | --- |
| 1833    | 1836         | Joseph Marie Girod              |                      | Propriétaire, maire de Chevry                                                                                   |
| 1836    | 1863 (décès) | Claude Joseph Balleidier        |                      | Président du Tribunal civil de Gex                                                                              |
| 1863    | 1871         | Charles Harent                  |                      | Architecte, propriétaire - Maire de Gex (1855-1870)                                                             |
| 1871    | 1884 (décès) | François Marcellin Gros-Gurin   | Gauche républicaine  | Médecin - Maire de Gex Député (1876-1881)                                                                       |
| 1884    | 1895 (décès) | Evre Viard                      | Gauche               | Président du Tribunal civil de Villefranche-sur-Saône (Rhône)                                                   |
| 1896    | 1897 (décès) | Jean Aubert                     | Républicain          | Avoué, maire de Gex                                                                                             |
| 1898    | 1910 (décès) | Jules Ballivet                  | Républicain          | Médecin, ancien conseiller général de Ferney-Voltaire                                                           |
| 1910    | 1940         | Alphonse Montbarbon (1866-1941) | Rad.ind.             | Avoué - Maire de Gex                                                                                            |
|         |              |                                 |                      | |
| 1945    | 1976 (décès) | Marcel Anthonioz                | DVD puis RPF puis RI | Hôtelier - Député (1951-1968 et 1973-1976) Maire de Divonne-les-Bains (1945-1976) Secrétaire d'État (1969-1972) |
| 1976    | 1988         | Jean Prost (1925-2009)          | UDF-PR               | Kinésithérapeute, maire de Divonne-les-Bains (1976-1989) Député-suppléant de Charles Millon                     |
| 1988    | 2001         | Michel Nicod                    | DVG puis DVD         | Chef d'entreprise, maire de Gex (1983-1995)                                                                     |
| 2001    | 2015         | Gérard Paoli (1945-2024)        | DVD puis UMP         | Pharmacien, maire de Gex (1995-2014)                                                                            |

#### Conseillers d'arrondissement (de 1833 à 1940)
Le canton de Gex avait trois conseillers d'arrondissement.
| Période                                  | Période      | Identité                                     | Étiquette   | Qualité |
| ---------------------------------------- | ------------ | -------------------------------------------- | ----------- | --- |
| 1833                                     | 1837 (décès) | Louis Marie Barrucand (1788-1837)            |             | Avoué à Gex                                                                                                  |
| 1833                                     | 1846 (décès) | Marie François Gabriel Girod (1784-1846)     |             | Lieutenant de vaisseau en retraite, propriétaire à Gex                                                       |
| 1833                                     | 1848         | Louis-Joseph Girod (1791-1848)               |             | Ex-notaire à Gex                                                                                             |
| <1843                                    | >1844        | Joseph Marie Girod (1781-1850)               |             | Propriétaire, maire de Chevry                                                                                |
| 1845                                     | 1848         | Charles Harent (1814-1898)                   |             | Architecte, propriétaire à Chevry                                                                            |
| 1846                                     | 1848         | Comte Lodoïk Laforest de Divonne (1811-1892) |             | Propriétaire foncier à Divonne et à Paris                                                                    |
| 1848                                     | 1855         | Baron Édouard de Prez-Crassier               |             | Propriétaire rentier à Divonne                                                                               |
| 1848                                     | 1855         | Félix Monpéla (1802-1862)                    |             | Juge d'instruction                                                                                           |
| 1848                                     | 1864         | Jean-Pierre Buffaz                           |             | Avocat à Gex, suppléant du juge de paix                                                                      |
| 1852 (réélection)                        | 1864         | Charles Harent (1814-1898)                   |             | Architecte, propriétaire à Chevry                                                                            |
| 1864                                     | 1889 (décès) | André-Cyrille Grillet (1813-1889)            |             | Ancien Sous-Préfet de Gex (1870), greffier de la justice de paix                                             |
| 1864                                     | 1871         | M. Girod                                     |             | |
| 1864                                     | 1877         | François Marchand                            |             | Propriétaire et adjoint au maire de Gex                                                                      |
| 1871                                     | 1877         | Aimé Marie Panissod (1839-1890)              |             | Banquier à Gex                                                                                               |
| 1877                                     | 1882 (décès) | Antoine-Joseph Dubuisson                     |             | Maire de Gex                                                                                                 |
| 1877                                     | 1895 (décès) | François Émery (1845-1895)                   | Républicain | Adjoint puis maire de Ségny                                                                                  |
| juin 1882                                | 1886         | M. Prod'hom                                  |             | Adjoint au maire de Vésenex                                                                                  |
| 1886                                     | 1907         | Ferdinand Branchu                            | Républicain | Maire de Divonne                                                                                             |
| 1892                                     | 1905 (décès) | Auguste Girod (1846-1905)                    | Républicain | Maire de Chevry                                                                                              |
| 1895                                     | 1912 (décès) | Louis-Auguste Richard (1845-1912)            |             | Maitre d'hôtel, adjoint au maire de Gex                                                                      |
| 1905                                     | 1907         | François Cartier                             | Républicain | Cultivateur, maire de Crozet                                                                                 |
| 1907                                     | 1919         | Auguste Grosfilley                           | Radical     | Maire de Lélex                                                                                               |
| 1907                                     | 1919         | Eugène-Jules Olivet                          | Radical     | Maire de Divonne                                                                                             |
| 1913                                     | 1919         | Michel Pinier                                | Radical     | Propriétaire à Paris et à Gex (château des Galas)                                                            |
| 1919                                     | 1925         | Louis Recordon                               |             | Cultivateur, Président de la fruitière de Villars-Divonne, conseiller municipal de Divonne                   |
| 1919                                     | 1934         | Ernest Benoit-Gonin                          |             | Marchand de charbon à Gex                                                                                    |
| 1919                                     | 1940         | Léon-Constant Bramerel                       | Radical     | Propriétaire, adjoint au maire de Crozet                                                                     |
| 1925                                     | 1937         | Eugène Clément                               |             | Conseiller municipal de Gex                                                                                  |
| 1934                                     | 1940         | Henri Duraffourg                             | Radical     | Propriétaire, conseiller municipal de Mijoux                                                                 |
| 1937                                     | 1940         | Paul Goudard                                 | SE          | Adjoint au maire de Divonne                                                                                  |
| 1940                                     |              |                                              |             | Les conseils d'arrondissement ont été suspendus par la loi du 12 octobre 1940 et n'ont jamais été réactivés. |
| Les données manquantes sont à compléter. |              |                                              |             | |

## Composition

Localisation du canton dans l'Ain avant 2015.

### Composition avant 2015
Le canton de Gex regroupait onze communes dont la liste s'établit comme suit.
| Nom               | Code Insee | Codepostal  | Superficie (km2) | Population (dernière pop. légale) | Densité (hab./km2) |
| ----------------- | ---------- | ----------- | ---------------- | --------------------------------- | ------------------ |
| Gex (chef-lieu)   | 01173      | 01170       | 32,02            | 10 677 (2012)                     | 333                |
| Cessy             | 01071      | 01170       | 6,39             | 4 342 (2012)                      | 679                |
| Chevry            | 01103      | 01170       | 5,84             | 1 333 (2012)                      | 228                |
| Crozet            | 01135      | 01170       | 27,47            | 1 964 (2012)                      | 71                 |
| Divonne-les-Bains | 01143      | 01220       | 33,88            | 8 615 (2012)                      | 254                |
| Échenevex         | 01153      | 01170       | 16,44            | 1 813 (2012)                      | 110                |
| Grilly            | 01180      | 01220       | 7,50             | 779 (2012)                        | 104                |
| Lélex             | 01210      | 01410       | 17,63            | 229 (2012)                        | 13                 |
| Mijoux            | 01247      | 01170 01410 | 22,00            | 374 (2012)                        | 17                 |
| Ségny             | 01399      | 01170       | 3,24             | 1 762 (2012)                      | 544                |
| Vesancy           | 01436      | 01170       | 10,70            | 530 (2012)                        | 50                 |

### Composition à partir de 2015
Le nouveau canton de Gex comprend sept communes entières :
| Nom                         | Code Insee | Intercommunalité     | Superficie (km2) | Population (dernière pop. légale) | Densité (hab./km2) | Modifier                                    |
| --------------------------- | ---------- | -------------------- | ---------------- | --------------------------------- | ------------------ | ------------------------------------------- |
| Gex (bureau centralisateur) | 01173      | CA Pays de Gex Agglo | 32,02            | 13 455 (2022)                     | 420                | modifier les données · modifier les données |
| Cessy                       | 01071      | CA Pays de Gex Agglo | 6,39             | 5 570 (2022)                      | 872                | modifier les données · modifier les données |
| Divonne-les-Bains           | 01143      | CA Pays de Gex Agglo | 33,88            | 10 300 (2022)                     | 304                | modifier les données · modifier les données |
| Grilly                      | 01180      | CA Pays de Gex Agglo | 7,50             | 873 (2022)                        | 116                | modifier les données · modifier les données |
| Sauverny                    | 01397      | CA Pays de Gex Agglo | 1,89             | 1 003 (2022)                      | 531                | modifier les données · modifier les données |
| Versonnex                   | 01435      | CA Pays de Gex Agglo | 5,89             | 2 222 (2022)                      | 377                | modifier les données · modifier les données |
| Vesancy                     | 01436      | CA Pays de Gex Agglo | 10,70            | 513 (2022)                        | 48                 | modifier les données · modifier les données |
| Canton de Gex               | 0109       |                      | 98,27            | 33 936 (2022)                     | 345                | modifier les données                        |

## Démographie

### Démographie avant 2015
| 1962  | 1968  | 1975   | 1982   | 1990   | 1999   | 2006   | 2011   | 2012   |
| ----- | ----- | ------ | ------ | ------ | ------ | ------ | ------ | ------ |
| 7 774 | 9 397 | 12 825 | 15 180 | 19 550 | 22 478 | 27 505 | 31 519 | 32 418 |

### Démographie depuis 2015
En 2022, le canton comptait 33 936 habitants, en évolution de +7,86 % par rapport à 2016 (Ain : +5,15 %, France hors Mayotte : +2,11 %).
| 2013   | 2018   | 2022   |
| ------ | ------ | ------ |
| 28 702 | 32 195 | 33 936 |